# Gwijde I van Soissons
Gwijde I van Soissons (overleden rond 986) was van 943 tot aan zijn dood graaf van Soissons. Hij behoorde tot het karolingische huis der Herbertijnen.

## Levensloop
Gwijde I was een zoon van graaf Herbert II van Vermandois en Adelheid, dochter van de Franse koning Robert van Bourgondië. Na de dood van zijn vader in 943 werd hij graaf van Soissons.
Er is weinig over hem bekend. In 974 werd hij vermeld in een charter waarin Lotharius van Frankrijk de privileges van het klooster van Saint-Thierry nabij Reims bevestigde. Ook keurde Lotharius de bouw van het klooster van Saint-Eloy de Noyon goed, ter herinnering van zijn neef Liudolf van Vermandois, bisschop van Doornik. Bovendien stichtte hij de Abdij van Saint-Quentin en reisde hij midden jaren 980 naar Rome.
Gwijde was gehuwd met ene Adelise. Uit het huwelijk is een dochter bekend: Adelise. Na zijn dood rond 986 volgde Adelise hem op als gravin van Soissons, aan de zijde van haar echtgenoot Nocher II, graaf van Bar-sur-Aube.